# Dillon's Rolling Western
Dillon's Rolling Western (ザ・ローリング・ウエスタン, The Rolling Western) est un jeu vidéo de type action-aventure et tower defense développé par Vanpool et édité par Nintendo, sorti en 2012 sur Nintendo 3DS. Il est sorti exclusivement sur le Nintendo eShop.
Le jeu a pour suite Dillon's Rolling Western: The Last Ranger et Dillon's Dead-Heat Breakers.

## Système de jeu
Le joueur incarne Dillon, un tatou qui protège des villageois contre des invasions de monstres de roche appelés Grocks.

## Accueil
- Jeuxvideo.com : 15/20[1]